# Obwalden
Obwalden és un cantó de Suïssa, una de les quatre Waldstätte, que compta amb set municipis, regat pel Sarner Aa i els tributaris. No hi ha cap més subdivisió en districtes. El municipi d'Engelberg, antic domini del monestir del mateix nom és un exclavat als cantons de Nidwalden i Berna, s'hi va afegir el 1815. Sarnen n'és la capital. Conté el llac de Sarnen (7,36 km²) i és limítrof al nord amb el Llac dels Quatre Cantons (2,54 km²).

## Municipis
| Nom       | N° OFS | Població (2007) | Superfície km² | Densitat hab./km² |
| --------- | ------ | --------------- | -------------- | ----------------- |
| Alpnach   | 1401   | 5210            | 53,76          | 96,91             |
| Engelberg | 1402   | 3613            | 74,85          | 48,27             |
| Giswil    | 1403   | 3438            | 85,96          | 40,00             |
| Kerns     | 1404   | 5387            | 92,59          | 58,18             |
| Lungern   | 1405   | 1995            | 46,51          | 42,89             |
| Sachseln  | 1406   | 4530            | 53,91          | 84,03             |
| Sarnen    | 1407   | 9582            | 73,11          | 131,06            |
| Total     |        | 33755           | 491            | 68,80             |